# Brigada del Mártir Nubar Ozanyan
La Brigada del Mártir Nubar Ozanyan (en armenio: Նահատակ Նուպար Օզանեան Գումարտակ, en árabe: طابور الشهيد نوبار اوزانيان‎, romanizado: Tābūr Al-Shāhīd Nūbar Awzānyan, en kurdo: Tabura Şehid Nubar Ozanyan) es una milicia armenia en Siria. La unidad fue formada el 24 de abril de 2019 como parte de las Fuerzas Democráticas Sirias. Fue nombrada en honor a Nubar Ozanyan, un revolucionario turco-armenio y marxista-leninista comandante del TKP/ML-TİKKO muerto en combate en 2017 durante la batalla de Al Raqa. La brigada fue fundada en la Iglesia Marziya en la aldea de Tell Goran, Gobernación de Hasaka, con motivo del aniversario 104 del Genocidio armenio.
La brigada comunicó que sus objetivos son defender el pueblo armenio, el idioma armenio, la cultura y todos los pueblos de Rojava contra el Estado Islámico y del Estado turco, al cual describen como «los actuales representantes del fascista Comité de Unión y Progreso», también llamados Jóvenes turcos.